# Tennent Bagley
Tennent H. Bagley, zwany Pete (ur. 1925, zm. 20 lutego 2014 w Brukseli) – funkcjonariusz amerykańskiego wywiadu (CIA), m.in. szef Stacji CIA w Brukseli.
Bagley był wnukiem admirała Williama Leahy’ego (asystenta sekretarza Marynarki Wojennej, podczas II wojny światowej szefa doradców 32. prezydenta Stanów Zjednoczonych Franklina Delano Roosevelta).
Pracę w służbach specjalnych rozpoczął w 1947, wstępując do Centralnej Agencji Wywiadowczej zaraz po jej utworzeniu. Do 1951 pracował w Wydziale Rosji Radzieckiej Zarządu Planowania CIA, następnie wyjechał do Wiednia, do tamtejszej Stacji CIA. Po powrocie do Stanów Zjednoczonych w 1954 był pracownikiem Wydziału Rosji Radzieckiej w Zarządzie Planowania CIA w Waszyngtonie. Od 1958 do 1961 pracował w stacji CIA w Bernie, później w Bonn. Po powrocie do USA w 1962 pracował w Sekcji Kontrwywiadu w Wydziale Rosji Radzieckiej Zarządu Planowania CIA, od stycznia 1964 był szefem Sekcji Kontrwywiadu w tym wydziale, a od 1965 zastępcą szefa Wydziału (w 1966, po połączeniu z Wydziałem Europy Wschodniej CIA, zmienił on nazwę na  Wydział Bloku Wschodniego Soviet Block Division CIA). We wrześniu 1967 został szefem Stacji CIA w Brukseli, od maja 1969 ponownie w centrali w Langley.
W 1972 Bagley przeszedł na emeryturę i wyjechał do Belgii, gdzie pozostał na stałe.